# Maddalena di Waldeck
Contessa Maddalena di Waldeck (9 settembre 1558 – 1599) era una figlia di Filippo IV di Waldeck-Wildungen (1493–1574) e di sua moglie, Jutta di Isenburg (morta nel 1564).

## Matrimoni e figli

### Primo matrimonio
Il 5 febbraio 1576 sposò il conte Filippo Luigi I di Hanau-Münzenberg. Questo matrimonio aveva alcune caratteristiche interessanti per il suo tempo. In primo luogo, sembra fosse un matrimonio d'amore. Nella visione medievale della nobiltà, Maddalena era di rango inferiore rispetto a Filippo. Politicamente, il matrimonio poteva anche rappresentare un ritiro consapevole da parte del suo sposo dall'influenza politica dominante del suo tutore, il conte Giovanni VI di Nassau-Dillenburg, che avrebbe preferito che Filippo Luigi sposasse un membro della famiglia Nassau. La famiglia di Maddalena era invece orientata più verso il langraviato d'Assia e l'arcivescovado di Colonia.
Maddalena e Filippo Luigi ebbero quattro figli:
1. Filippo Luigi II, Conte di Hanau-Münzenberg (18 novembre 1576 - 9 agosto 1612).
2. Giuliana di Hanau-Münzenberg (13 ottobre 1577 - 2 dicembre 1577), sepolta nella cappella della Chiesa di Santa Maria ad Hanau.
3. Guglielmo di Hanau-Münzenberg (26 agosto 1578 - 14 giugno 1579), sepolta nella cappella della Chiesa di Santa Maria ad Hanau.
4. Alberto, conte di Hanau-Münzenberg-Schwarzenfels (12 novembre 1579 - 19 dicembre 1635).

### Secondo matrimonio
Il 24 novembre 1581, sposò il Conte Giovanni VII di Nassau-Siegen. Maddalena si convertì alla confessione calvinista del suo secondo marito. Si trasferì con lui a Dillenburg, portando con sé i due figli sopravvissuti nati dal suo primo matrimonio. Ciò portò Filippo Luigi II ad essere allevato da calvinista. Quando Filippo Luigi II divenne conte di Hanau-Münzenberg nel 1595, istituì il calvinismo come fede del luogo, la cosiddetta "seconda Riforma" della contea.
Maddalena e Giovanni ebbero dodici figli:
1. Giovanni Ernesto (21 ottobre 1582 – 1º settembre 1617), generale dell'esercito della Repubblica di Venezia;
2. Giovanni VIII, Conte di Nassau (29 settembre 1583 – 27 luglio 1638);
3. Elisabetta (8 novembre 1584 – 26 luglio 1661), sposò il 26 luglio 1604 il conte Cristiano di Waldeck;
4. Adolfo (8 agosto 1586 – 7 novembre 1608);
5. Giuliana (3 settembre 1587 – 15 febbraio 1643), sposò il 22 maggio 1603 il langravio Maurizio d'Assia-Kassel;
6. Anna Maria (3 marzo 1589 – 27 febbraio 1620), sposò il 3 febbraio 1611 il conte Giovanni Adolfo di Daun-Falkenstein;
7. Giovanni Alberto, nato e morto nel 1590;
8. Guglielmo di Nassau-Hilchenbach (13 agosto 1592 – 18 luglio 1642);
9. Anna (2 marzo 1594 – 7 dicembre 1636), sposò il 14 giugno 1619 Giovanni Wolfart di Brederode;
10. Federico Luigi (2 febbraio 1595 – 22 aprile 1600);
11. Maddalena (23 febbraio 1596 – 6 dicembre 1662), sposò nell'agosto del 1631, in prime nozze, Bernardo Maurizio di Oeynhausen e il 25 agosto 1642, in seconde nozze, Filippo Guglielmo di Inn und Knyphausen;
12. Giovanni Federico, nato e morto nel 1597.

## Fonti
- Reinhard Dietrich: Die Landesverfassung in dem Hanauischen, in the series Hanauer Geschichtsblätter, issue 34, Hanau, 1996, ISBN 3-9801933-6-5.
- Jacob Christoph Carl Hoffmeister: Historisch-genealogisches Handbuch über alle Grafen und Fürsten von Waldeck und Pyrmont seit 1228, Kassel, 1883.
- Gerhard Menk: Philipp Ludwig I. von Hanau-Münzenberg (1553-1580). Bildungsgeschichte und Politik eines Reichsgrafen in der zweiten Hälfte des 16. Jahrhunderts, in: Hessisches Jahrbuch für Landesgeschichte, vol. 32, 1982, p. 127–163.
- Georg Schmidt: Der Wetterauer Grafenverein, in the series Veröffentlichungen der Historischen Kommission für Hessen, vol. 52, Marburg, 1989, ISBN 3-7708-0928-9.
- Reinhard Suchier: Genealogie des Hanauer Grafenhauses, in: Festschrift des Hanauer Geschichtsvereins zu seiner fünfzigjährigen Jubelfeier am 27. August 1894, Hanau, 1894.
- Johann Adolf Theodor Ludwig Varnhagen: Grundlage der Waldeckischen Landes- und Regentengeschichte, Arolsen, 1853.
- Ernst J. Zimmermann: Hanau Stadt und Land, 3rd ed., Hanau, 1919, reprinted 1978.

Template:Iw-ref

## Ascendenza
|                                         |                                       |                                 | Genitori                 |  |  | Nonni |  |  | Bisnonni                            |  |  | Trisnonni            |  |
|                                         |                                       |                                 |                          |  |  |       |  |  | Filippo I, conte di Waldeck-Waldeck |  |  | Volrado I di Waldeck |  |
|                                         |                                       |                                 |                          |  |  |       |  |  | Filippo I, conte di Waldeck-Waldeck |  |  | Volrado I di Waldeck |  |
|                                         |                                       | Barbara di Wertheim             |                          |  |  |       |  |  | Filippo I, conte di Waldeck-Waldeck |  |  |                      |  |
| Enrico VIII di Waldeck                  |                                       |                                 |                          |  |  |       |  |  | Filippo I, conte di Waldeck-Waldeck |  |  |                      |  |
|                                         |                                       | Giovanna di Nassau-Dillenburg   | Giovanni IV di Nassau    |  |  |       |  |  |                                     |  |  |                      |  |
|                                         |                                       | Giovanna di Nassau-Dillenburg   | Giovanni IV di Nassau    |  |  |       |  |  |                                     |  |  |                      |  |
|                                         |                                       | Giovanna di Nassau-Dillenburg   | Maria di Loon-Dillenburg |  |  |       |  |  |                                     |  |  |                      |  |
| Filippo IV di Waldeck                   |                                       | Giovanna di Nassau-Dillenburg   |                          |  |  |       |  |  |                                     |  |  |                      |  |
|                                         |                                       | Guglielmo II, signore di Runkel | …                        |  |  |       |  |  |                                     |  |  |                      |  |
|                                         |                                       | Guglielmo II, signore di Runkel | …                        |  |  |       |  |  |                                     |  |  |                      |  |
|                                         |                                       | Guglielmo II, signore di Runkel | …                        |  |  |       |  |  |                                     |  |  |                      |  |
| Anastasia di Runkel                     |                                       | Guglielmo II, signore di Runkel |                          |  |  |       |  |  |                                     |  |  |                      |  |
|                                         |                                       | Ermengarda di Rollingen         | …                        |  |  |       |  |  |                                     |  |  |                      |  |
|                                         |                                       | Ermengarda di Rollingen         | …                        |  |  |       |  |  |                                     |  |  |                      |  |
|                                         |                                       | Ermengarda di Rollingen         | …                        |  |  |       |  |  |                                     |  |  |                      |  |
| Maddalena di Waldeck                    |                                       | Ermengarda di Rollingen         |                          |  |  |       |  |  |                                     |  |  |                      |  |
|                                         | Gerlach II, conte di Isenburg-Grenzau | …                               |                          |  |  |       |  |  |                                     |  |  |                      |  |
|                                         | Gerlach II, conte di Isenburg-Grenzau | …                               |                          |  |  |       |  |  |                                     |  |  |                      |  |
|                                         | Gerlach II, conte di Isenburg-Grenzau | …                               |                          |  |  |       |  |  |                                     |  |  |                      |  |
| Salentin VI, conte di Isenburg-Neumagen | Gerlach II, conte di Isenburg-Grenzau |                                 |                          |  |  |       |  |  |                                     |  |  |                      |  |
|                                         |                                       | Ildegarda di Sirck              | …                        |  |  |       |  |  |                                     |  |  |                      |  |
|                                         |                                       | Ildegarda di Sirck              | …                        |  |  |       |  |  |                                     |  |  |                      |  |
|                                         |                                       | Ildegarda di Sirck              | …                        |  |  |       |  |  |                                     |  |  |                      |  |
| Jutta di Isenburg-Neumagen              |                                       | Ildegarda di Sirck              |                          |  |  |       |  |  |                                     |  |  |                      |  |
|                                         |                                       | Heinrich, signore di Hunolstein | …                        |  |  |       |  |  |                                     |  |  |                      |  |
|                                         |                                       | Heinrich, signore di Hunolstein | …                        |  |  |       |  |  |                                     |  |  |                      |  |
|                                         |                                       | Heinrich, signore di Hunolstein | …                        |  |  |       |  |  |                                     |  |  |                      |  |
| Elisabetta di Hunolstein                |                                       | Heinrich, signore di Hunolstein |                          |  |  |       |  |  |                                     |  |  |                      |  |
|                                         |                                       | Elisabetta di Bolchen           | …                        |  |  |       |  |  |                                     |  |  |                      |  |
|                                         |                                       | Elisabetta di Bolchen           | …                        |  |  |       |  |  |                                     |  |  |                      |  |
|                                         |                                       | Elisabetta di Bolchen           | …                        |  |  |       |  |  |                                     |  |  |                      |  |
|                                         |                                       | Elisabetta di Bolchen           |                          |  |  |       |  |  |                                     |  |  |                      |  |